# 普罗菲内
普罗菲内有限责任公司（德語：Profine GmbH，对外称作“普罗菲内集团”（profine Group））是一家德国塑料加工企业，主要生产门窗系统以及PVC型材。它被视为业内的领先者，并拥有国际销售和生产基地。公司总部设于北莱茵-威斯特法伦州的特罗斯多夫。